# T-64BM Bułat

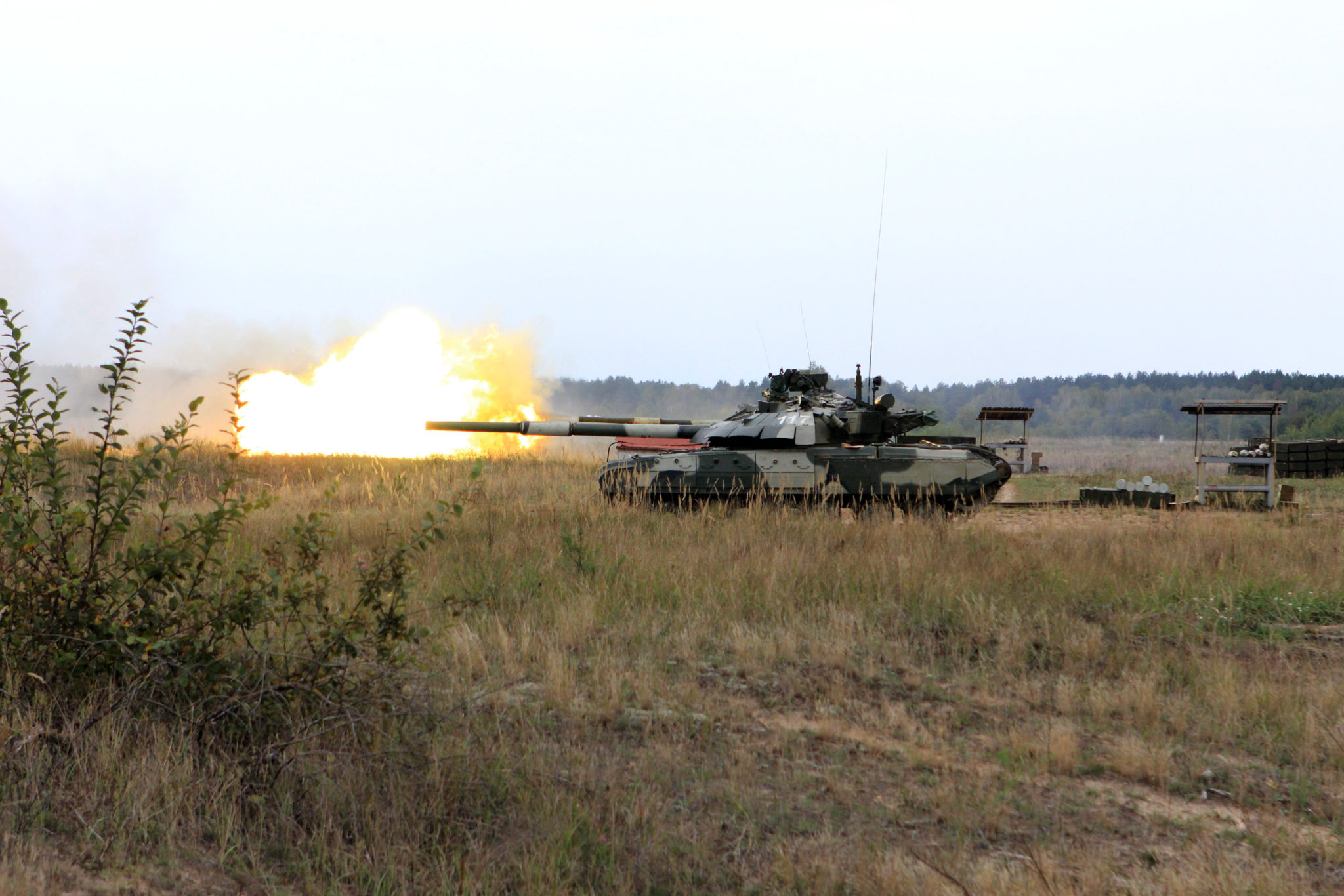
BM Bułat podczas strzelań

BM Bułat lub T-64BM Bułat – ukraiński czołg podstawowy, będący głęboką modernizacją czołgu T-64 wykonaną przez Fabryka im. Małyszewa na potrzeby Sił Zbrojnych Ukrainy.

## Konstrukcja
Czołg jest zbudowany w układzie klasycznym. W kadłubie umieszczony jest silnik oraz stanowisko kierowcy, a w wieży armata gładkolufowa kal. 125 mm i pozostałych dwóch członków załogi (dowódca, celowniczy). Armata zasilana jest z automatu ładującego. Wóz posiada wielowarstwowy pancerz kadłuba oraz wieży dodatkowo wzmocniony pancerzem reaktywnym.

### Pancerz
Pancerz w zmodyfikowanej wersji uległ zasadniczemu wzmocnieniu. Na kadłubie i wieży zamontowano pancerz reaktywny Niż (pol. Nóż) rodzimej konstrukcji, zapewniający znaczny wzrost odporności przeciw pociskom kumulacyjnym, a także podkalibrowym i formowanym wybuchowo. Wzrost odporności odbył się kosztem dodatkowej masy ponad 3,5 t. 

#### Wieża
Wieża w wersji podstawowej składała się z odlewanego pancerza o grubości od 45 mm na stropie do blisko 300 mm na froncie. Dodatkowo z przodu i po bokach wieży znajdowały się komory wypełnione odlewem aluminiowym oraz korundowymi kulami w otulinie z tekstolitu. Grubość takiego pancerza wynosiła do 295 mm na froncie. Pancerz zasadniczy z przodu wieży, jak w czołgu bazowym, ma odporność równą ok. 450 mm stali przeciw pociskom podkalibrowym i 550 mm przeciw pociskom kumulacyjnym. W zmodyfikowanej wersji BM pancerz uległ wzmocnieniu m.in. poprzez dodanie kaset pancerza reaktywnego Nóż I. Ujemną cechą jest pokrycie przez moduły Nóż niecałego przodu wieży. Użyte tam moduły mają dodatkowo u podstawy płytę grubości 80 mm, co pozwoliło na miejscowy wzrost odporności wieży przeciwko pociskom kumulacyjnym, nie licząc działania pancerza reaktywnego, do maksymalnie 630 mm RHA.

#### Kadłub
Modyfikacja kadłuba polegała na wzmocnieniu pancerza zasadniczego na dodaniu płyty pancernej o grubości 30 mm oraz pancerza ERA, również Nóż I. Bierna odporność (bez efektów działania ERA) wzrosła z około 510 mm do około 600 mm przeciwko pociskom kumulacyjnym. Wzmocnieniu uległy też burty kadłuba gdzie zamontowane fartuchy wykonane ze stali. Te również zostały pokryte pancerzem Nóż.

### Uzbrojenie główne

#### Armata

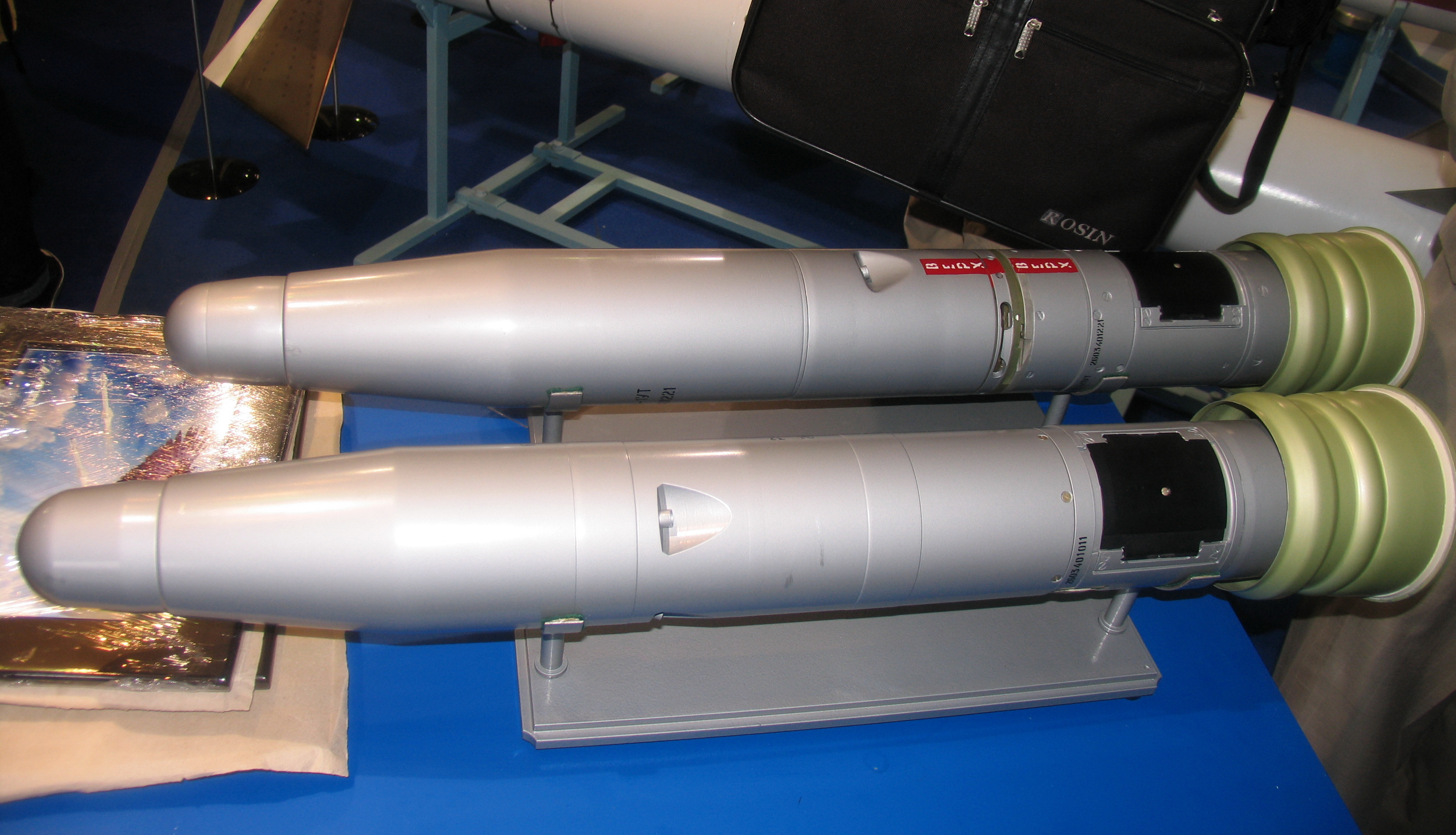
PPK Kombat

W wozie zamontowano ukraińską gładkolufową armatę kalibru 125 mm KBA3, która współpracuje z automatem ładującym 6ETs43. Taka konfiguracja pozwala na użycie przez pojazd przeciwpancernych pocisków kierowanych 9K119 Refleks oraz jego ukraińskiej odmiany KOMBAT. Wymieniono również celowniki i SKO. W miejsce starych urządzeń wstawiono systemy pochodzące z T-84. Pojazd przewozi 36 pocisków.

#### SKO
Poprawie uległy także systemy celownicze. Cały system kierowania ogniem nosi oznaczenie 1A45, natomiast bezpośrednio za kierowanie ogniem odpowiada podsystem 1A42. Zamontowano nowy celownik dzienny 1G46M Promin, pozostawiono jednak celownik nocny T01-K01ER (zmodyfikowany TPN-4SP) z noktowizorem pasywnym, którego słabość obnażył konflikt w Donbasie. Modernizacji uległ układ stabilizacji armaty. Na potrzeby Bułata przygotowano także system termowizyjny z kamerami Thalesa, jednak ze względu na brak pieniędzy nie zdecydowano się na jego montaż.

#### Uzbrojenie dodatkowe
- sprzężony z armatą karabin maszynowy KT-7.62 kalibru 7,62 mm
- przeciwlotniczy karabin maszynowy KT-12.7 NSW kalibru 12,7 mm

## Użycie bojowe
Zmodernizowane czołgi biorą udział w wojnie w Donbasie. Przed wybuchem konfliktu liczebność tych wozów szacowano na około 90. Walki przeciwko rosyjskim czołgom T-72B3 obnażyły znaczne braki w systemach celowania (brak termowizora). Poważnym problemem okazała się także niska skuteczność pancerza reaktywnego przeciwko pociskom tandemowym. Za znaczne straty wśród tego typu wozów odpowiada także niewłaściwe zastosowanie ich w walce oraz niska jakość wyszkolenia załóg. W samym tylko 2014 roku straty ukraińskie wyniosły około 15 wozów tego typu (w tym przynajmniej 4 zostały porzucone). Na początku 2015 roku kolejne 3 wozy zostały utracone podczas walk w Doniecku.